# Regione Metropolitana di Salvador
La regione metropolitana di Salvador è l'area metropolitana della città di Salvador, capitale dello Stato di Bahia in Brasile.

## Comuni
La Regione Metropolitana comprende 13 comuni per un'area complessiva di 4.375,123 km²:

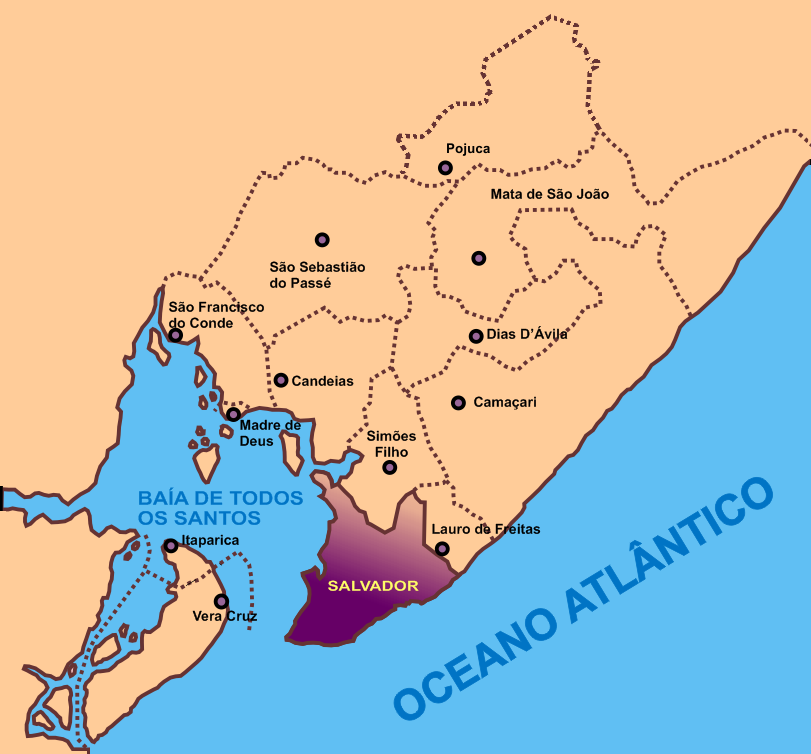
La Regione Metropolitana di Salvador

| Distribuzione della popolazione | Distribuzione della popolazione |
| Comune                          | Abitanti (1-7-2009)             |
| ------------------------------- | ------------------------------- |
| Salvador                        | 2.998.056                       |
| Camaçari                        | 234.558                         |
| Lauro de Freitas                | 156.936                         |
| Simões Filho                    | 116.662                         |
| Candeias                        | 81.699                          |
| Dias d'Ávila                    | 57.708                          |
| Vera Cruz                       | 37.539                          |
| São Francisco do Conde          | 31.699                          |
| Itaparica                       | 20.796                          |
| Madre de Deus                   | 16.783                          |
| Mata de São João                | 39.585                          |
| São Sebastião do Passé          | 41.758                          |
| Pojuca                          | 32.225                          |
| Totale                          | 3.866.004                       |